# RadView

RadView développe un outil de test de charge et de suivi de test de performance pour les applications web et mobiles. Celui-ci permet aux entreprises d’accélérer le développement et le déploiement de leurs applications Web et Mobile et rend possible l’implémentation de leurs stratégies concernant leurs Sites web. Au 31 décembre 2010, la société comptait environ 3 500 entreprises clientes.

## Produits
WebLOAD est un outil de test de charge et d’analyse qui réunit performance, adaptabilité et intégrité dans un même processus de vérification des applications web,,,. Sa flexibilité permet de simuler plusieurs centaines de milliers d’utilisateurs virtuels, rendant possibles des tests de charge volumineuse et l’identification des goulets d’étranglement, des contraintes et des points faibles sous-jacents d’une application.

## Histoire
RadView a été fondé en 1993 par Ilan Kinreich, ex-cofondateur de Mercury Interactive. En 1996, l’entreprise a lancé WebLOAD pour répondre aux besoins de tester les applications web et mobiles en condition de trafic de pointe. En août 2000, RadView a conclu une offre publique initiale, suivie par un financement privé de Fortissimo Capital, Meitav, et d’autres. En décembre 2014, RadView a publié la version 10.2 de WebLOAD professional.